# Doreen Brasch
Die Kriminalhauptkommissarin Doreen Brasch, gespielt von Claudia Michelsen, ist eine in Magdeburg ermittelnde, fiktive Person aus der ARD-Krimireihe Polizeiruf 110. In ihren ersten fünf Fällen stand ihr der von Sylvester Groth gespielte Kriminalhauptkommissar Jochen Drexler zur Seite, in den folgenden sechs Fällen der von Matthias Matschke dargestellte Kriminalhauptkommissar Dirk Köhler. Von 2020 bis 2025 war Kriminalobermeister Günther Marquez, gespielt von Pablo Grant, ihr Mitarbeiter.

## Hintergrund
Michelsen und Groth traten 2013 die Nachfolge der MDR-Ermittler Schmücke und Schneider an, gespielt von Jaecki Schwarz und Wolfgang Winkler. Sylvester Groth verließ 2015 nach fünf Folgen die Reihe. Sein Nachfolger wurde Matthias Matschke als Hauptkommissar Dirk Köhler, der 2019, nach seinem sechsten Fall, wieder aufhörte.
Ermittlungs- und Drehorte der für den MDR produzierten Filme sind Magdeburg und Umgebung.

## Figuren

### Doreen Brasch
Doreen Brasch ist Kriminalhauptkommissarin beim Landeskriminalamt. Zu ihren größten Stärken zählt ihre herausragende emotionale Intelligenz, durch welche sie ein außerordentliches Gespür für andere Menschen hat. Diese Stärke ist zugleich ihre größte Schwäche, da sie sich in ihrer intuitiven Art manchmal dazu neigt, sich zu verrennen und sich in die falsche Person zu verbeißen.
Über Braschs eigene Vergangenheit ist nicht allzu viel bekannt, nur dass sie vor ihrem Dienst beim LKA beim SEK war, was in mehreren Folgen angeschnitten wird. Brasch wuchs in einem Kinderheim in Ost-Berlin auf, ihre Eltern lernte sie niemals kennen. Sie hat einen Sohn namens Andi, zu dem sie jedoch ein äußerst schlechtes Verhältnis hat und der auch schon etliche Jugendstrafen hinter sich hat.
Im Kontrast zu ihrer Fähigkeit, ein außerordentliches Gespür für andere Menschen zu haben, ist sie sowohl als Ermittlerin als auch in ihrem Privatleben als notorische Einzelgängerin bekannt, da sie mit ihren Kollegen nicht immer gut klarkommt und hin und wieder mal Alleingänge durchzieht, welche oftmals von Erfolg gekrönt sind.

### Jochen Drexler
Jochen Drexler ist in den ersten fünf Folgen Kriminalhauptkommissar beim Landeskriminalamt und dabei Braschs Partner in den Ermittlungen gewesen. Das Magdeburger Original studierte an der Humboldt-Universität in Ost-Berlin. Er gilt als äußerst unterkühlte Persönlichkeit, welche sich vorrangig darin auszeichnet, dass er nicht abgeneigt ist, Dinge auch mal auszuprobieren und akribisch im Heuhaufen nach der Nadel zu suchen, seien es Widersprüche bei Zeugenaussagen oder Tatortfotos bis auf kleinste Details unter die Lupe zu nehmen.
Die Figur von Drexler ist neben der von Robert Karow aus dem Berliner Tatort die einzige, die von den Machern als offen homosexuell konzipiert wurde. Drexler hatte während der Wende ein intimes wie sexuelles Verhältnis zu Ferdinand Frey, welcher ihm an dem Fall eines großangelegten Transferrubelbetrugs zur Seite gestellt wurde. 

### Dirk Köhler
Dirk Köhler, ebenfalls Kriminalhauptkommissar beim Landeskriminalamt, ist in den darauffolgenden sechs Folgen der Nachfolger Drexlers als Partner an der Seite von Brasch. Köhler ist das absolute Gegenteil seines Vorgängers. So hat er ähnlich wie Brasch ein außerordentliches Gespür für andere Menschen. Im Gegensatz zu ihr besitzt Köhler eine ausgeprägte Sozialkompetenz, die ihn in dieser Hinsicht zu einem ausgezeichneten Ermittler macht. 
In seinem Privatleben ist er ein Familienmensch mit Frau und Kindern an seiner Seite. Auch in dieser Hinsicht stellt er sowohl das Gegenteil zu seiner Kollegin Brasch als auch zu seinem Vorgänger Drexler dar.

### Uwe Lemp
Uwe Lemp ist Kriminalrat beim Landeskriminalamt. Er steht Brasch stets mit Rat und Tat zur Seite und gehört zu den wenigen Leuten, zu denen Brasch ein innigeres Verhältnis hat.
Zum 30-jährigen Dienstjubiläum wollte Lemp eine Stelle an der Polizeischule Aschersleben übernehmen, nahm allerdings von diesem Vorhaben Abstand, nachdem er seinen alten Freund Ulf Meier, sein eigener Vorgänger beim Landeskriminalamt, in Notwehr erschossen hatte.

### Günther Marquez
Günther Marquez ist Kriminalobermeister beim Landeskriminalamt und übernahm die Stelle von Mautz. Er hält sich während der Ermittlungen weitestgehend im Hintergrund, ist aber innerhalb des Kriminalamts eine wichtige Stütze, da er, wie sein Vorgänger Mautz, für die Recherchen zuständig ist, welche die Ermittler oftmals auf eine Spur bringen. Auch abseits vom Beruf pflegt Marquez ein solides Verhältnis zu Brasch und Lemp.

## Fälle
| Fall | Folge | Titel                        | Erstausstr.   | Drehbuch                                          | Regie                     | Besonderheiten                                                                   |
| ---- | ----- | ---------------------------- | ------------- | ------------------------------------------------- | ------------------------- | -------------------------------------------------------------------------------- |
| 1    | 339   | Der verlorene Sohn           | 13. Okt. 2013 | Christoph Fromm, Friedemann Fromm                 | Friedemann Fromm          |                                                                                  |
| 2    | 343   | Abwärts                      | 6. Juli 2014  | Nils Willbrandt                                   | Nils Willbrandt           |                                                                                  |
| 3    | 347   | Eine mörderische Idee        | 9. Nov. 2014  | Stephan Brüggenthies, Olaf Kaiser, Stephan Rick   | Stephan Rick              |                                                                                  |
| 4    | 352   | Wendemanöver (Teil 1)        | 27. Sep. 2015 | Thomas Kirchner, Eoin Moore, Anika Wangard        | Eoin Moore                | Erster Teil der Doppelfolge gemeinsam mit dem Rostocker NDR-Team Bukow und König |
| 5    | 353   | Wendemanöver (Teil 2)        | 4. Okt. 2015  | Thomas Kirchner, Eoin Moore, Anika Wangard        | Eoin Moore                | Zweiter Teil der Doppelfolge. Letzter Fall mit Sylvester Groth.                  |
| 6    | 357   | Endstation                   | 29. Mai 2016  | Stefan Rogall                                     | Matthias Tiefenbacher     | Erster Fall mit Matthias Matschke in der Rolle des Dirk Köhler                   |
| 7    | 362   | Dünnes Eis                   | 12. Feb. 2017 | Stefan Rogall, Eoin Moore, Anika Wangard          | Jochen Alexander Freydank |                                                                                  |
| 8    | 367   | Starke Schultern             | 25. März 2018 | Josef Rusnak                                      | Maris Pfeiffer            |                                                                                  |
| 9    | 371   | Crash                        | 23. Sep. 2018 | Wolfgang Stauch                                   | Torsten C. Fischer        |                                                                                  |
| 10   | 375   | Zehn Rosen                   | 10. Feb. 2019 | Wolfgang Stauch                                   | Torsten C. Fischer        |                                                                                  |
| 11   | 377   | Mörderische Dorfgemeinschaft | 11. Aug. 2019 | Katrin Bühlig                                     | Philipp Leinemann         | Letzter Fall mit Matthias Matschke als Dirk Köhler                               |
| 12   | 384   | Totes Rennen                 | 16. Feb. 2020 | Stefan Dähnert, Lion H. Lau                       | Torsten C. Fischer        |                                                                                  |
| 13   | 387   | Tod einer Toten              | 20. Sep. 2020 | Michael Gantenberg, David Nawrath, Paul Salisbury | David Nawrath             |                                                                                  |
| 14   | 388   | Der Verurteilte              | 27. Dez. 2020 | Jan Braren                                        | Brigitte Maria Bertele    |                                                                                  |
| 15   | 399   | Black Box                    | 3. Juli 2022  | Zora Holt                                         | Ute Wieland               |                                                                                  |
| 16   | 400   | Hexen brennen                | 30. Okt. 2022 | Wolfgang Stauch                                   | Ute Wieland               |                                                                                  |
| 17   | 404   | Ronny                        | 19. März 2023 | Jan Braren                                        | Barbara Ott               |                                                                                  |
| 18   | 406   | Du gehörst mir               | 27. Aug. 2023 | Khyana el Bitar                                   | Jens Wischnewski          |                                                                                  |
| 19   | 413   | Unsterblich                  | 12. Mai 2024  | Michael Gantenberg                                | Florian Knittel           |                                                                                  |
| 20   | 417   | Widerfahrnis                 | 4. Mai 2025   | Lucas Thiem                                       | Umut Dag                  | Letzter Fall mit Pablo Grant als Günther Marquez                                 |